# 354

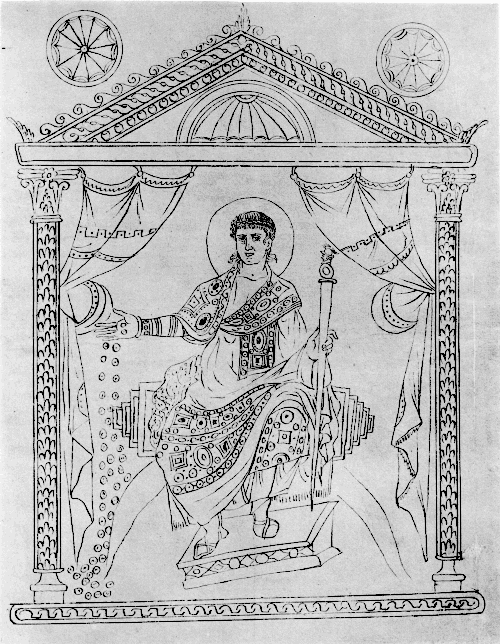
Keizer Constantius II (portret uit 354)

Het jaar 354 is het 54e jaar in de 4e eeuw volgens de christelijke jaartelling.

## Gebeurtenissen

### Klein-Azië
- Constantius Gallus, neef en vertrouweling van Constantius II, voert een schrikbewind in de oostelijke provincies. De stad Constantinopel stuurt een afgezant naar Rome om Constantius tot ingrijpen te bewegen.

### Europa
- Julianus de Afvallige, jongere broer van Gallus, voert in Gallië een veldtocht tegen de Salische Franken (in het Rijn- en Scheldegebied) en de Chamaven.
- Julianus laat de fortificaties (limes) aan de Maas en de Rijn versterken, ondanks dat er geen geregelde Romeinse troepenmacht meer aanwezig is.

### Syrië
- Libanius sticht in Antiochië een school voor retorica en geeft (mogelijk) als leraar onderwijs aan Johannes Chrysostomus.

### Italië
- Keizer Constantius II laat Gallus wegens wanbeheer in Pola (Kroatië) terechtstellen. Volgens de Romeinse historicus Ammianus Marcellinus wordt hij onthoofd en na de executie worden zijn hoofd en zijn gezicht onherkenbaar verminkt.
- Constantius II laat in Milaan tijdens een concilie van bisschoppen de feestviering van Kerstmis verplaatsen van 6 januari naar 25 december.

## Geboren
- 13 november - Augustinus van Hippo, theoloog en kerkvader (overleden 430)
- Paulinus van Nola, bisschop (overleden 431)

## Overleden
- Constantius Gallus, caesar en zoon van Julius Constantius